# The Chelsea Smiles
The Chelsea Smiles — хардрок гурт, утворений у 2004 році за участю гітариста Todd Youth (колишній учасник D Generation та Danzig), Karl Rosqvist з Danzig, Steel Prophet, Skye Vaughan-Jayne з Bullets and Octane, Johnny Martin та RJ Ronquillo.

## Історія гурту
Гурт був заснований гітаристом Todd Youth в період після виходу з гурту Danzig, просто перед формуванням the Chelsea Smiles, Youth зіграв кілька концертів разом з Motorhead замінюючи на гітарі Glen Campbell.
Youth приєднався до утворення the Chelsea Smiles як ударник, Karl Rosqvist («Rockfist») (колишній учасник Steel Prophet), Danzig, басист Johnny Martin та Christian Martucci який раніше грав з гуртом Dee Dee Ramone.
Разом вони випустили чотири EP під назвою «Nowhere Ride» у 2005 на Capitol Records, наступного року, вокаліст Martucci покинув гурт, щоб сформувати Black President. Його замінили на Skye Vaughan-Jayne, колишнього учасника Bullets And Octane гітарист/написання пісень.
Гурт гастролював з декількома відомими гуртами, такими як Social Distortion, The Datsuns та реформованим New York Dolls. Дебютний повноформатний альбом під назвою; «Thirty Six Hours Later» був випущений у США 7 листопада 2006 року. Вокальні обов'язки в альбомі були розділені між Todd та Skye. Запис був виданий в Європі на початку грудня 2006, the Chelsea Smiles гастролювали по США разом зі шведськими рокерами Backyard Babies, Social Distortion, та ін. на підтримку запису, а також декілька окремих турів по Європі і США.
RJ Ronquillo приєднався до The Chelsea Smiles в січні 2009 року. RJ, який є популярним студійним гравцем, зустрів Todd Youth через різні студійну роботу, що вони обидва роблять в районі Лос-Анджелеса. RJ зіграв на альбомах Рікі Мартін, Santana, 2pac та DMX, щоб здобути ім'я.
У березні 2009 року The Chelsea Smiles підписали всесвітню ліцензійну угоду з DR2/Demolition Records на випуск нової платівки гурту, яка вийшла в березні 2009 року, і гурт гастролював на підтримку платівки у Великій Британії та США.

## Склад гурту
Поточні учасники
- Skye Vaughan-Jayne — ведучий вокал
- Todd Youth — вокал, гітара
- RJ Ronquillo — вокал, гітара
- Johnny Martin — бас-гітара, вокал
- Karl Rosqvist («Rockfist») — ударні
- Ty Smith — ударні

Колишні учасники
- Christian Martucci — гітара/вокал

## Дискографія

### Студійні альбоми
- Thirty Six Hours Later — (2006) Acetate Records/People Like You Records.
- The Chelsea Smiles — (2009) Demolition Records/ DR2 Records.

### EP
- Nowhere Ride — (2005) Capitol Records/ EMI Records

### Саундтреки
- Annapolis Soundtrack — (2006) Touchstone Pictures/ Disney
- Flatout 2 In-Game Soundtrack (2006)
- Park Soundtrack (2007)
- Close To Home (2006 TV-series) Warner Brothers

## Інтерв'ю
- Interview with Todd Youth on Trilogy Rock (Spain) [Архівовано 10 березня 2009 у Wayback Machine.]